# Sidi Bou Othmane
Sidi Bou Othmane (arabiska: سيدي بوعثمان) är en stad i Marocko. Den ligger i provinsen Rehamna och regionen Marrakech-Safi, 260 km söder om huvudstaden Rabat. Antalet invånare var 9 181 vid folkräkningen 2014.